# Moksha (Album)
Moksha ist das fünfte Studioalbum der deutschen Psychedelic-Rock-Band My Sleeping Karma. Es erschien am 29. Mai 2015 über Napalm Records. Mit Moksha konnte sich die Band erstmals in den deutschen Albumcharts platzieren.

## Entstehung
Die Musiker begannen im Sommer 2014 nach ihrem Auftritt beim Summer-Breeze-Festival mit der Arbeit an ihrem fünften Album. Das Titellied entstand als erstes in der Bandgeschichte aus einem Klavier-Lick hinaus. Die Aufnahmen fanden erneut im Mjusix-Studio in Aschaffenburg statt und begannen am 7. Dezember 2014 und wurden über Weihnachten und Neujahr unterbrochen. Ende Januar 2015 waren die Aufnahmen beendet. Erstmals nahmen die Musiker dabei Gesang auf. Produziert wurde das Album vom Schlagzeuger Steffen. Das Albumcover wurde von Sebastian Jerke entworfen. Für das Lied Prithvi wurde ein Musikvideo gedreht.
Während auf dem Vorgängeralbum Soma die Welt der Träume dargestellt wurde befasst sich Moksha mit der Realität. In den indischen Religionen Buddhismus, Hinduismus, Jainismus und Sikhismus bedeutet Moksha Erlösung oder Befreiung und stellt das abschließende Lebensziel dar. Auf dem Albumcover werden die vier Lebensziele als Brücken dargestellt, die zu Wurzeln werden. Diese Wurzeln bilden einen hölzernen Tempel, in dem Ganesha herrscht.

## Titelliste
| 1. Prithvi – 6:29 2. Interlude 1 – 2:36 3. Vayu – 5:54 4. Interlude 2 – 1:44 5. Akasha – 6:12 6. Interlude 3 – 1:47 | 1. Moksha – 9:37 2. Interlude 4 – 2:16 3. Jalam – 8:25 4. Interlude 5 – 2:21 5. Agni – 6:31 |

## Rezeption
Daniel Laich vom Onlinemagazin Stormbringer.at lobte die „ausgeklügelte Songstrukturen mit höchst einprägsamen, meditativen Melodien“, die einen „auch ohne sinneserweiternden Substanzen nicht mehr loslassen“. Das Album ergibt eine „musikalische Reise, an deren Ende das positive Karma nur so aus einem heraussprudelt“. Laich bewertete das Album mit 4,5 von fünf Punkten. Laut Lothar Gerber vom deutschen Magazin haben My Sleeping Karma „Qualitätsarbeit abgeliefert mit der Betonung auf Qualität und Arbeit“ und vergab fünf von sieben Punkten.
Moksha erreichte Platz 69 der deutschen Albumcharts.